# Panopea (bivalve)
Panopea és un gènere de bivalves marins a la família Hiatellidae. Hi ha 10 espècies descrites a Panopea. Molts d'ells són coneguts sota el nom comú de geoduck. El nom comú deriva del Nisqually. El registre fòssil del gènere es remunta a la Cretaci (o potser el Triàsic ) i arriba fins a l'actualitat.

## Espècies
- Panopea abbreviata (Valenciennes, 1839) – Geoduck del sud
- † Panopea abrupta (Conrad, 1849) (extint del Miocè)[3]
- Panopea australis (GB Sowerby I, 1833)
- Panopea bitruncata (Conrad, 1872)
- Panopea generosa Gould, 1850 – Geoduck del Pacífic
- Panopea globosa Dall, 1898 – Geoduck de Cortés
- Panopea glycymeris (Born, 1778)
- Panopea japonica Adams, 1850 – Geoduck japonès[4]
- Panopea smithae Powell, 1950
- Panopea zelandica Quoy & Gaimard, 1835 – cloïssa d'aigües profundes[5]